# Синютка Олег Михайлович
Олег Михайлович Синютка (нар. 14 лютого 1970, с. Куропатники, Бережанський район, Тернопільська область, Українська РСР) — український політик, державний діяч. Кандидат економічних наук (2015). Голова Львівської ОДА з 26 грудня 2014 до 11 червня 2019. Народний депутат України IX скликання від партії «Європейська Солідарність». Балотувався на посаду Львівського міського голови у 2020 році, однак програв чинному голові Андрію Садовому.

## Біографія
Народився 14 лютого 1970 року на Тернопільщині.

### Освіта
У 1987 році вступив на перший курс історичного факультету Івано-Франківського державного педагогічного інституту. Закінчив Прикарпатський університет за фахом вчитель історії у 1993 році.
З 1988 по 1989 рік — строкова служба у Збройних силах СРСР.
У 1995 році отримав диплом про другу вищу освіту за спеціальністю «Економіка та управління» Прикарпатського університету (м. Івано-Франківськ).

### Кар'єра
З лютого 1992 року по вересень 1994 працював керівником Івано-Франківського відділу Фонду соціальної адаптації молоді України.
У 1995–2001 роках — голова СТ «Маслосоюз» (м. Івано-Франківськ).
2001–2002 рр. — в.о. директора ТзОВ «Івано-Франківське АвтоЗАЗ-ДЕУ».
2002–2006 рр. — заступник міського голови м. Івано-Франківська з питань діяльності виконавчих органів ради.
З листопада 2006 по січень 2007 року працював заступником міського голови Львова з питань економіки та соціальної політики.
У 2007 році — директор департаменту економічної політики Львівської міської ради.
З 2007 по грудень 2014 року — перший заступник Львівського міського голови.
У 2015 році здобув кандидатський ступінь за спеціальністю «Економічні науки» за темою: «Розвиток метрополійних функцій великого міста».

### Політична діяльність
У 1997—2005 роках голова Івано-Франківської обласної організації партії «Реформи і порядок»; голова Івано-Франківської міської організації НСНУ.
У 1998 році — кандидат у народні депутати від партії «Реформи і порядок».
У 2002 та 2006 році балотувався у народні депутати від партії за списком Блоку «Наша Україна», у 2006 — № 296 у списку.
З березня 2006 р. — депутат Івано-Франківської обласної ради, комісія з питань бюджету, фінансів, податків та інвестицій.
У 2007 році балотувався у народні депутати від Блоку «Наша Україна — Народна самооборона» (№ 375 у списку) як член "Народного Союзу «Наша Україна». Від того часу не був членом жодної партії.

#### Голова Львівської облдержадміністрації
26 грудня 2014 року очолив Львівську обласну державну адміністрацію. 30 грудня нового голову ЛОДА представив особисто Президент України Петро Порошенко: «Для мене велика честь представляти нового голову Львівської ОДА. Олег Михайлович переймає посаду у дуже складний час. Але я безапеляційно вірю, що йому вдасться зробити все можливе, аби Львівщина перетворилася на колиску інноваційного розвитку, своєрідний бізнес-центр Галичини».
1 серпня 2015 року став новим керівником львівської територіальної організації політичної партії «Блок Петра Порошенка „Солідарність“», член Центральної ради партії.
З жовтня 2015 року — депутат Львівської облради від фракції БПП «Солідарність». Був готовий добровільно покинути пост керівника Львівщини у разі обрання головою обласної ради.
У грудні 2015 року склав повноваження депутата облради, залишившись головою Львівської обласної державної адміністрації, повідомивши що «у Київ не переїжджатиме». Часто брав участь в інтерактивних ефірах з часу вступу на посаду голови ОДА.
За два роки перебування на посаді голови Львівської ОДА Олег Синютка виконав 39 % своїх публічних обіцянок. Найбільше обіцянок було присвячено галузі розбудови інфраструктури, розвитку охорони здоров'я, транспорту та фінансам. Серед виконаних обіцянок: забезпечення обладнанням Новояворівської лікарні № 1, побудова двох асфальтних заводів та ремонт доріг у низці районів області. Серед невиконаних вирізняються: завершення у 2015 році ремонту дороги Львів-Славське, заборона діяльності перевізників, які до кінця 2015 року не встановили GPS-пристрої та здача у 2016 році в експлуатацію Львівського перинатального центру.
Однак у 2017 році аналітики порталу «Слово і Діло» відзначили приріст відповідальності на 7 %, таким чином Олег Синютка посів 4 місце серед голів ОДА.
У 2018 році за інформацією видання «ДС» за підсумками трьох кварталів посідає 3 місце у рейтингу голів обласних адміністрацій.
11 січня 2018 року побив абсолютний рекорд перебування на посаді голови Львівської облдержадміністрації (1112 днів).
22 квітня 2019 року — вже наступного дня після другого туру президентських виборів — пішов у відставку, заявивши, що «залишиться з людьми» і планує бути в політиці, проте «на посаду міського голови Львова не претендуватиме». Львівська область стала єдиною в Україні, де перемогу на виборах одержав діючий президент Петро Порошенко. Звільнений з посади 11 червня.
Свої здобутки на посаді прокоментував наступним чином: «Найголовніше, чого мені вдалося добитися за ці 4 роки та 4 місяці — це є злагода в суспільстві, єдність суспільства». За весь період перебування на посаді журналісти, політики та політтехнологи відзначили наступні здобутки: залучення інвестицій, ремонт доріг, відкриття нових підприємств та створення робочих місць впровадження реформи децентралізації, проведення неодноразових зустрічей з бійцями АТО/ООС та конкурсу мікропроектів обласної ради й обласної адміністрації. Серед поразок були відзначені: конфлікт з Львівською міськрадою на фоні сміттєвої кризи, проблеми з підбором кадрів та комунікацією, скандальне виділення земельних ділянок для учасників АТО, які згодом виявились аферистами.
Народний депутат України 9-го скликання. Був обраний за списком від партії «ЄС» (№ 9). Голова підкомітету з питань забезпечення діяльності народних депутатів Комітету Верховної Ради з питань Регламенту, депутатської етики та організації роботи Верховної Ради.
31 травня 2019 року був обраний у президію та центральну політраду партії «Європейська Солідарність».
У вересні 2020 року Олег Синютка заявив, що буде балотуватися на посаду міського голови Львова від «Європейської Солідарності». Про свій намір він повідомив під час зустрічі п'ятого президента Петра Порошенка та народних депутатів «ЄС» з львів'янами 6 вересня 2020 року.

## Відзнаки
Олег Синютка став лауреатом премії «Людина року 2017» у номінації «Регіональний лідер». Став першим керівником Львівської обласної державної адміністрації удостоєним цього титулу.
20 грудня 2019 року посів 4 місце у рейтингу найвпливовіших людей Львова за версією журналу «Новое время».

## Особисте життя
Батько Михайло Олексійович (1939) — учитель історії; мати Євгенія Каролівна (1943) — учителька математики.
Дружина — Синютка Наталія Геннадіївна, кандидат економічних наук, доцент на кафедрі фінансів, Національний університет «Львівська політехніка».
Має двоє дітей: доньку Ірину (15) та сина Андрія (12).